# Volta a Portugal 2017
La Volta a Portugal 2017, 79a edició de la Volta a Portugal, es disputà entre el 4 i el 15 d'agost de 2017 sobre un recorregut de 1.626,7 km repartits entre un pròleg inicial i deu etapes. L'inici de la cursa va tenir lloc a Lisboa, mentre el final estava a Viseu. La cursa forma part del calendari de l'UCI Europa Tour 2017, amb una categoria 2.1.
El vencedor final fou pel saixenc Raúl Alarcón (W52-FC Porto). El 10 de març de 2021 es fa pública una suspensió de 4 anys per Raúl Alarcón, fins a l'octubre de 2023, i se li anul·len tots els seus resultats des del 28 de juliol de 2015. L'acompanyaren al podi el seu company d'equip Amaro Antunes que també guanyà la classificació de la muntanya, i Vicente García de Mateos  (Louletano-Hospital de Loulé) que s'emportà igualment classificació per punts. En les altres classificacions Krists Neilands (Israel Cycling Academy) guanyà la classificació dels joves i el W52-FC Porto fou el millor equip.

## Equips
L'organització convidà a prendre part en la cursa a un equip continental professional i disset equips continentals:
| Equip continental professional- Israel Cycling Academy Equips continentals (17)- Armée de terre - Bike Aid - RP-Boavista - Efapel - Euskadi Basque Country-Murias - GM Europa Ovini - H&R Block - JLT Condor - Kuwait-Cartucho.es - LA Alumínios-Metalusa-BlackJack - Louletano-Hospital de Loulé - Metec-TKH-Mantel - Sporting-Tavira - Dauner D&DQ-Akkon - Unieuro Trevigiani-Hemus 1896 - Vorarlberg - W52-FC Porto |
| |

## Etapes
| Etapa | Data       | Recorregut                             |                           | Km             | Vencedor d'etapa               | Líder de la general |                |
| ----- | ---------- | -------------------------------------- | ------------------------- | -------------- | ------------------------------ | ------------------- | -------------- |
| Pr    | 4 d'agost  | Lisboa - Lisboa                        | Contrarellotge individual | 5,4            | Damien Gaudin (FRA)            | Damien Gaudin (FRA) |                |
| 1     | 5 d'agost  | Vila Franca de Xira - Setúbal          | Etapa accidentada         | 203            | Raúl Alarcón (ESP)             | Raúl Alarcón (ESP)  |                |
| 2     | 6 d'agost  | Reguengos de Monsaraz - Castelo Branco | Etapa accidentada         | 214,7          | Samuel Caldeira (POR)          | Raúl Alarcón (ESP)  |                |
| 3     | 7 d'agost  | Figueira de Castelo Rodrigo - Bragança | Mitja muntanya            | 162,7          | Bryan Alaphilippe (FRA)        | Raúl Alarcón (ESP)  |                |
| 4     | 8 d'agost  | Macedo de Cavaleiros - Mondim de Basto | Etapa de muntanya         | 152,7          | Raúl Alarcón (ESP)             | Raúl Alarcón (ESP)  |                |
| 5     | 9 d'agost  | Boticas - Viana do Castelo             | Etapa accidentada         | 179,6          | Gustavo César Veloso (ESP)     | Raúl Alarcón (ESP)  |                |
| 6     | 10 d'agost | Braga - Fafe                           | Mitja muntanya            | 182,7          | Rui Sousa (POR)                | Raúl Alarcón (ESP)  |                |
|       | 11 d'agost | Dia de descans                         | Dia de descans            | Dia de descans | Dia de descans                 | Dia de descans      | Dia de descans |
| 7     | 12 d'agost | Lousada - Santo Tirso                  | Etapa accidentada         | 161,9          | António Barbio (POR)           | Raúl Alarcón (ESP)  |                |
| 8     | 13 d'agost | Gondomar - Oliveira de Azeméis         | Etapa accidentada         | 159,8          | Vicente García de Mateos (ESP) | Raúl Alarcón (ESP)  |                |
| 9     | 14 d'agost | Lousã - Guarda                         | Etapa de muntanya         | 184,1          | Amaro Antunes (POR)            | Raúl Alarcón (ESP)  |                |
| 10    | 15 d'agost | Viseu - Viseu                          | Contrarellotge individual | 20,1           | Gustavo César Veloso (ESP)     | Raúl Alarcón (ESP)  |                |

## Classificació final
| Pos. | Ciclista                       | Equip                       | Temps       |
| ---- | ------------------------------ | --------------------------- | ----------- |
| 1    | Raúl Alarcón (ESP)             | W52-FC Porto                | 41h 46' 14" |
| 2    | Amaro Antunes (POR)            | W52-FC Porto                | + 1' 23"    |
| 3    | Vicente García de Mateos (ESP) | Louletano-Hospital de Loulé | + 5' 25"    |
| 4    | Rinaldo Nocentini (ITA)        | Sporting-Tavira             | + 5' 54"    |
| 5    | Alejandro Marque (ESP)         | Sporting-Tavira             | + 7' 10"    |
| 6    | António Carvalho (POR)         | W52-FC Porto                | + 7' 25"    |
| 7    | João Benta (POR)               | Rádio Popular-Boavista      | + 7' 54"    |
| 8    | Henrique Casimiro (POR)        | Efapel                      | + 8' 11"    |
| 9    | Sérgio Paulinho (POR)          | Efapel                      | + 8' 36"    |
| 10   | Krists Neilands (LAT)          | Israel Cycling Academy      | + 9' 35"    |